# Šatovník molokaiský
Šatovník molokaiský (Paroreomyza flammea) je vyhynulým druhem ptáka z čeledi pěnkavovití (Fringillidae), jenž náležel k havajské skupině šatovníků. Tento menší pěvec dosahoval velikosti asi 14 cm, zbarvení samců se pohybovalo v různých odstínech šarlatové, samice měly hnědé zbarvení, avšak se šarlatovými znaky.
Jednalo se o endemitní druh havajského ostrova Molokai. Živil se hmyzem, který sbíral z listů, mechu či stromové kůry, mnohdy i blízko země. Zřídkakdy konzumoval nektar. Žil v malých (zřejmě rodinných) skupinkách. Hnízdo si ptáci stavěli z úhledně pospojovaných mechů a lišejníků ve výšce 3 až 5 metrů. O rozmnožování není známo mnoho, stavba hnízd byla zaznamenána mezi dubnem až červnem, čerstvě opeření ptáci byli pozorování mezi červnem a srpnem.
Šatovník molokaiský se ještě v 19. století hojně vyskytoval v lesích na východě ostrova od hladiny moře až po horské areály. Vyhynutí tohoto druhu bylo zapříčiněno kombinací ztráty stanovišť, predací ze strany krys a následkem šíření nepůvodních nemocí přenášených komáry. V průběhu první poloviny 20. století nastal rychlý pokles populací a ve 30. letech se stal tento druh již vzácným. Ornitolog George Campbell Munro roku 1944 poznamenal, že počet zbývajících jedinců je natolik nízký, že je jen malá šance na záchranu druhu. Poslední pozorování pocházejí ze začátku 60. let (1961 až 1963). Navzdory dalším snahám o znovuobjevení šatovníka se všechny expedice ukázaly býti bezvýsledné. Mezinárodní svaz ochrany přírody od roku 1994 považuje šatovníka molokaiského za vyhynulý taxon.